# Північний полярний ряд
Північний полярний ряд (англ. North Polar Sequence) — група 96 зірок, розташованих менше ніж у 2 градусах від небесного Північного полюса і для яких точно проміряні фотометричні характеристики. Це зорі є видимими для всієї північної півкулі Землі.
З 1922 і по 1950 рік, впровадження в астрономії ПЗЗ-матриць використовувалося як основний фотометричний стандарт.

## Опис
Північний полярний ряд створювався з 1906 по 1922 рр. у багатьох найбільших світових обсерваторіях. Основний внесок у створення каталогу внесли обсерваторії Маунт-Вілсон, Гринвіцька королівська обсерваторія і Гарвардська обсерваторія. В остаточний каталог, затверджений на I з'їзді Міжнародного Астрономічного союзу в 1922 році, увійшло 96 зірок з фотографічними зоряними величинами від 2,55 до 20,1 (позначаються IPg), з точністю ± 0,02. Для 79 з цих зірок також були визначені фотовізуальні зоряні величини (IPv від 2,08 до 20,10) і, таким чином, показники кольору (познач. C). Однак, ці величини не були затверджені МАС. З меншою точністю були визначені зоряні величини ще 617 тьмяних зірок, які не ввійшли в каталог.
Згодом виявилося, що величини IPg містять помилки, які доходять до 0,19, і фотометричним стандартом можуть бути тільки зірки в інтервалі від 6 до 15 зоряних величин. Однак, офіційно помилкові значення були виправлені.
Північний полярний ряд використовувався до 1950 року та був заміщений фотометричною системою Джонсона, яка використовується і зараз.